# Coppa Bernocchi
Coppa Bernocchi je jednodenní cyklistický závod konaný v italském městě Legnano a blízkém okolí. Závod se koná od roku 1919 a roku 2005 se stal součástí UCI Europe Tour na úrovni 1.1. Od roku 2020 je součástí UCI ProSeries. 

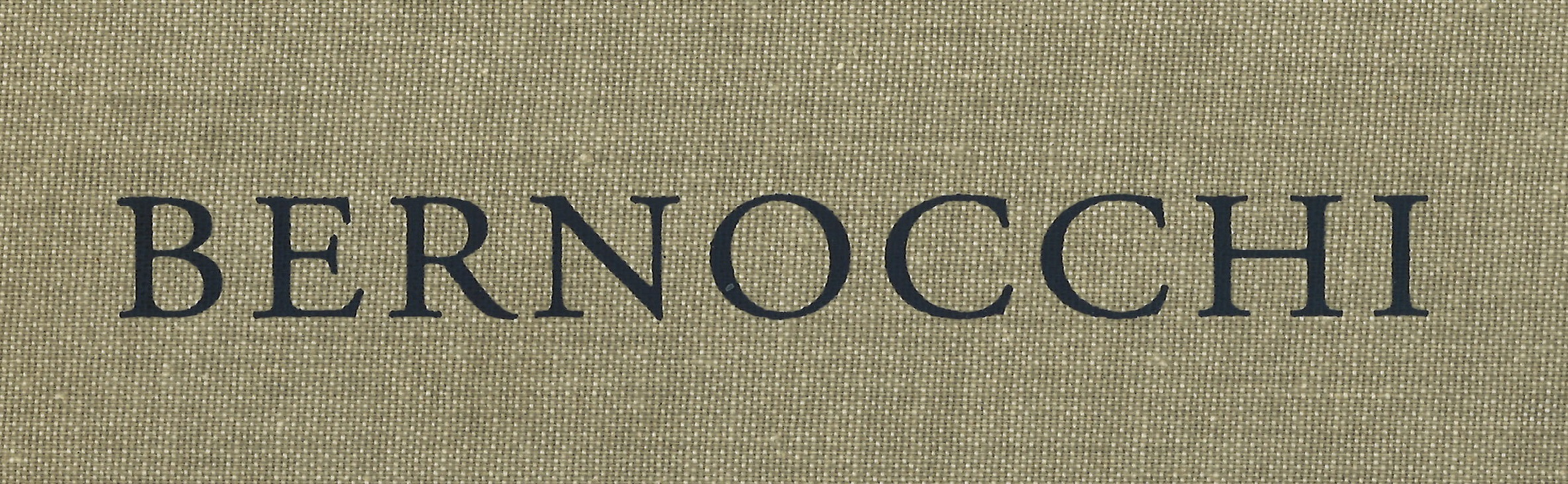
Logo Bernocchi, 1919

Pohár Bernocchi byl navržen, požadován a financován Antonio Bernocchi jak přímo, tak prostřednictvím jím vlastněné Banky Legnano. K podpoře a zviditelnění soutěže udělil licence na svou značku s ročními obnoveními, využívající své již velmi známé jméno v módním průmyslu po celém světě. Pohár Bernocchi tak získal obrovskou globální viditelnost.
Je obvykle posledním závodem série Trittico Lombardo, která sestává ze tří závodů konaných v Lombardii ve třech po sobě jdoucích dnech. Těmito závody jsou Tre Valli Varesine, Coppa Ugo Agostoni a Coppa Bernocchi. V roce 2020 byly kvůli pandemii covidu-19 tyto závody zrušeny a sjednoceny v jeden závod nazvaný Gran Trittico Lombardo.

## Seznam vítězů
| Rok  | Země                                                                         | Jezdec                                                                       | Tým                                                                          |
| ---- | ---------------------------------------------------------------------------- | ---------------------------------------------------------------------------- | ---------------------------------------------------------------------------- |
| 1919 | Itálie                                                                       | Ruggero Ferrario                                                             |                                                                              |
| 1920 | Itálie                                                                       | Giovanni Tragella                                                            |                                                                              |
| 1921 | Itálie                                                                       | Angelo Testa                                                                 |                                                                              |
| 1922 | Itálie                                                                       | Libero Ferrario                                                              |                                                                              |
| 1923 | Itálie                                                                       | Libero Ferrario                                                              |                                                                              |
| 1924 | Itálie                                                                       | Alfredo Dinale                                                               |                                                                              |
| 1925 | Itálie                                                                       | Luigi Mainetti                                                               |                                                                              |
| 1926 | Itálie                                                                       | Giuseppe Pancera                                                             | Olympia–Dunlop                                                               |
| 1927 | Itálie                                                                       | Giuseppe Pancera                                                             | Berrettini–Hutchinson                                                        |
| 1928 | Itálie                                                                       | Carlo Galluzzi                                                               | Maino–Dunlop                                                                 |
| 1929 | Itálie                                                                       | Allegro Grandi                                                               | Bianchi–Pirelli                                                              |
| 1930 | Itálie                                                                       | Eugenio Gestri                                                               | individuál                                                                   |
| 1931 | Nejelo se                                                                    | Nejelo se                                                                    | Nejelo se                                                                    |
| 1932 | Itálie                                                                       | Marco Giuntelli                                                              | Gerbi                                                                        |
| 1933 | Itálie                                                                       | Bruno Negri                                                                  | individuál                                                                   |
| 1934 | Itálie                                                                       | Pietro Rimoldi                                                               | Bianchi                                                                      |
| 1935 | Itálie                                                                       | Gino Bartali                                                                 | Frejus                                                                       |
| 1936 | Itálie                                                                       | Enrico Mollo                                                                 | Gloria                                                                       |
| 1937 | Itálie                                                                       | Francesco Albani                                                             | individuál                                                                   |
| 1938 | Itálie                                                                       | Cino Cinelli                                                                 | Frejus                                                                       |
| 1939 | Itálie                                                                       | Adolfo Leoni                                                                 | Bianchi                                                                      |
| 1940 | Itálie                                                                       | Aldo Bini                                                                    | Bianchi                                                                      |
| 1941 | Itálie                                                                       | Severino Canavesi                                                            | Gloria                                                                       |
| 1942 | Itálie                                                                       | Glauco Servadei                                                              | Bianchi                                                                      |
| 1943 | Nejelo se                                                                    | Nejelo se                                                                    | Nejelo se                                                                    |
| 1944 | Itálie                                                                       | Oreste Conte                                                                 | Benotto                                                                      |
| 1945 | Itálie                                                                       | Sergio Maggini                                                               | Benotto                                                                      |
| 1946 | Itálie                                                                       | Osvaldo Bailo                                                                | Girardengo                                                                   |
| 1947 | Itálie                                                                       | Mario Ricci                                                                  | Legnano–Pirelli                                                              |
| 1948 | Itálie                                                                       | Virgilio Salimbeni                                                           | Legnano–Pirelli                                                              |
| 1949 | Itálie                                                                       | Mario Ricci                                                                  | Viscontea                                                                    |
| 1950 | Itálie                                                                       | Fiorenzo Crippa                                                              | Bianchi–Ursus                                                                |
| 1951 | Itálie                                                                       | Luigi Casola                                                                 | Atala–Pirelli                                                                |
| 1952 | Itálie                                                                       | Primo Volpi                                                                  | Arbos–Pirelli                                                                |
| 1953 | Itálie                                                                       | Giorgio Albani                                                               | Legnano–Pirelli                                                              |
| 1953 | Itálie                                                                       | Antonio Bevilacqua                                                           | Benotto–Levriere                                                             |
| 1954 | Itálie                                                                       | Fausto Coppi                                                                 | Bianchi–Pirelli                                                              |
| 1955 | Itálie                                                                       | Renato Ponzini                                                               | Arbos–Pirelli                                                                |
| 1956 | Itálie                                                                       | Vasco Modena                                                                 | Arbos–Bif–Clément                                                            |
| 1957 | Belgie                                                                       | Rik Van Looy                                                                 | Faema–Guerra                                                                 |
| 1958 | Belgie                                                                       | Rik Van Looy                                                                 | Faema–Guerra                                                                 |
| 1959 | Itálie                                                                       | Noè Conti                                                                    | Bianchi–Pirelli                                                              |
| 1960 | Itálie                                                                       | Giuseppe Fallarini                                                           | Ignis                                                                        |
| 1961 | Itálie                                                                       | Arturo Sabbadin                                                              | Philco                                                                       |
| 1962 | Itálie                                                                       | Pierino Baffi                                                                | Ghigi                                                                        |
| 1963 | Itálie                                                                       | Aldo Moser                                                                   | Firte                                                                        |
| 1964 | Itálie                                                                       | Gianni Motta                                                                 | Molteni                                                                      |
| 1965 | Itálie                                                                       | Adriano Durante                                                              | Molteni                                                                      |
| 1966 | Itálie                                                                       | Raffaele Marcoli                                                             | Sanson                                                                       |
| 1967 | Itálie                                                                       | Vittorio Adorni                                                              | Salamini–Luxor                                                               |
| 1968 | Itálie                                                                       | Franco Bitossi                                                               | Filotex                                                                      |
| 1969 | Itálie                                                                       | Giacinto Santambrogio                                                        | Molteni                                                                      |
| 1970 | Itálie                                                                       | Pietro Guerra                                                                | Salvarani                                                                    |
| 1971 | Itálie                                                                       | Virginio Levati                                                              | Salvarani                                                                    |
| 1972 | Itálie                                                                       | Marino Basso                                                                 | Salvarani                                                                    |
| 1973 | Itálie                                                                       | Felice Gimondi                                                               | Bianchi–Campagnolo                                                           |
| 1974 | Itálie                                                                       | Francesco Moser                                                              | Filotex                                                                      |
| 1975 | Itálie                                                                       | Enrico Paolini                                                               | Scic                                                                         |
| 1976 | Itálie                                                                       | Franco Bitossi                                                               | Zonca–Santini                                                                |
| 1977 | Itálie                                                                       | Carmelo Barone                                                               | Fiorella Mocassini                                                           |
| 1978 | Itálie                                                                       | Giovanni Battaglin                                                           | Fiorella–Citroën                                                             |
| 1979 | Itálie                                                                       | Valerio Lualdi                                                               | Bianchi–Faema                                                                |
| 1980 | Itálie                                                                       | Giuseppe Saronni                                                             | Gis Gelati                                                                   |
| 1981 | Itálie                                                                       | Giuseppe Saronni                                                             | Gis Gelati–Campagnolo                                                        |
| 1982 | Itálie                                                                       | Silvano Contini                                                              | Bianchi–Piaggio                                                              |
| 1983 | Itálie                                                                       | Palmiro Masciarelli                                                          | Gis Gelati–Campagnolo                                                        |
| 1984 | Itálie                                                                       | Vittorio Algeri                                                              | Metauro Mobili–Pinarello                                                     |
| 1985 | Nizozemsko                                                                   | Johan van der Velde                                                          | Vini Ricordi–Pinarello–Sidermec                                              |
| 1986 | Itálie                                                                       | Roberto Gaggioli                                                             | Ecoflam–Jolly–BFB                                                            |
| 1987 | Itálie                                                                       | Guido Bontempi                                                               | Carrera Jeans–Vagabond                                                       |
| 1988 | Itálie                                                                       | Guido Bontempi                                                               | Carrera Jeans–Vagabond                                                       |
| 1989 | Dánsko                                                                       | Rolf Sørensen                                                                | Ariostea                                                                     |
| 1990 | Itálie                                                                       | Davide Cassani                                                               | Ariostea                                                                     |
| 1991 | Itálie                                                                       | Giorgio Furlan                                                               | Ariostea                                                                     |
| 1992 | Francie                                                                      | Charly Mottet                                                                | R.M.O                                                                        |
| 1993 | Dánsko                                                                       | Rolf Sørensen                                                                | Carrera Jeans–Tassoni                                                        |
| 1994 | Itálie                                                                       | Bruno Cenghialta                                                             | Gewiss–Ballan                                                                |
| 1995 | Itálie                                                                       | Stefano Zanini                                                               | Gewiss–Ballan                                                                |
| 1996 | Itálie                                                                       | Fabio Baldato                                                                | MG Maglificio–Technogym                                                      |
| 1997 | Itálie                                                                       | Gianluca Bortolami                                                           | Festina–Lotus                                                                |
| 1998 | Itálie                                                                       | Fabio Sacchi                                                                 | Team Polti                                                                   |
| 1999 | Itálie                                                                       | Giacomo Raimondi                                                             | Liquigas                                                                     |
| 2000 | Lotyšsko                                                                     | Romāns Vainšteins                                                            | Vini Caldirola–Sidermec                                                      |
| 2001 | Itálie                                                                       | Paolo Valoti                                                                 | Alessio                                                                      |
| 2002 | Itálie                                                                       | Daniele Nardello                                                             | Mapei–Quick-Step                                                             |
| 2003 | Itálie                                                                       | Sergio Barbero                                                               | Lampre                                                                       |
| 2004 | Itálie                                                                       | Angelo Furlan                                                                | Alessio–Bianchi                                                              |
| 2005 | Itálie                                                                       | Danilo Napolitano                                                            | LPR–Piacenza                                                                 |
| 2006 | Itálie                                                                       | Danilo Napolitano                                                            | Lampre–Fondital                                                              |
| 2007 | Itálie                                                                       | Danilo Napolitano                                                            | Lampre–Fondital                                                              |
| 2008 | Spojené království                                                           | Steve Cummings                                                               | Barloworld                                                                   |
| 2009 | Itálie                                                                       | Luca Paolini                                                                 | Acqua & Sapone–Caffè Mokambo                                                 |
| 2010 | Itálie                                                                       | Manuel Belletti                                                              | Colnago–CSF Inox                                                             |
| 2011 | Bělorusko                                                                    | Jevgenij Gutarovič                                                           | FDJ                                                                          |
| 2012 | Itálie                                                                       | Sacha Modolo                                                                 | Colnago–CSF Bardiani                                                         |
| 2013 | Itálie                                                                       | Sacha Modolo                                                                 | Bardiani Valvole–CSF Inox                                                    |
| 2014 | Itálie                                                                       | Elia Viviani                                                                 | Cannondale                                                                   |
| 2015 | Itálie                                                                       | Vincenzo Nibali                                                              | Astana                                                                       |
| 2016 | Itálie                                                                       | Giacomo Nizzolo                                                              | Itálie (národní tým)                                                         |
| 2017 | Itálie                                                                       | Sonny Colbrelli                                                              | Bahrain–Merida                                                               |
| 2018 | Itálie                                                                       | Sonny Colbrelli                                                              | Bahrain–Merida                                                               |
| 2019 | Německo                                                                      | Phil Bauhaus                                                                 | Bahrain–Merida                                                               |
| 2020 | Nejelo se kvůli pandemii covidu-19, nahrazeno závodem Gran Trittico Lombardo | Nejelo se kvůli pandemii covidu-19, nahrazeno závodem Gran Trittico Lombardo | Nejelo se kvůli pandemii covidu-19, nahrazeno závodem Gran Trittico Lombardo |
| 2021 | Belgie                                                                       | Remco Evenepoel                                                              | Deceuninck–Quick-Step                                                        |
| 2022 | Itálie                                                                       | Davide Ballerini                                                             | Quick-Step–Alpha Vinyl                                                       |
| 2023 | Belgie                                                                       | Wout van Aert                                                                | Team Jumbo–Visma                                                             |
| 2024 | Belgie                                                                       | Stan Van Tricht                                                              | Alpecin–Deceuninck                                                           |

## Vítězství dle zemí
| Vítězství | Země                                                             |
| --------- | ---------------------------------------------------------------- |
| 90        | Itálie                                                           |
| 5         | Belgie                                                           |
| 2         | Dánsko                                                           |
| 1         | Nizozemsko Francie Lotyšsko Spojené království Bělorusko Německo |